# Cameron Bayly
Cameron Bayly, né le 11 octobre 1990 à Adélaïde, est un coureur cycliste australien.

## Palmarès et résultats

### Palmarès par année
- 2014
  - 2e du Tour of Gippsland
  - 3e du Tour de Kumano
- 2016
  - 3e étape du Tour du lac Taihu
- 2017
  - 1re (contre-la-montre par équipes) et 2e étapes de la Battle Recharge
  - 2e du Tour de Langkawi
  - 2e du Grand Prix de la ville de Pérenchies
- 2018
  - 4e étape du Tour de Taïwan
  - John Venturi Memorial

### Classements mondiaux
| Année            | 2014 | 2015 | 2016 | 2017 | 2018 |
| ---------------- | ---- | ---- | ---- | ---- | ---- |
| UCI Oceania Tour |      |      |      | 26e  | 39e  |
| UCI Asia Tour    | 64e  |      | 108e | 16e  | 320e |
| UCI Europe Tour  |      |      |      | 910e |      |